# Tahar Ouettar
Tahar Ouettar (Sedrata, Argelia, 15 de agosto de 1936 - Argel, 12 de agosto de 2010) fue un escritor argelino. Denunció los escritores argelinos franceses como los vestigios colonialismo.
En 2005, ganó el Premio Sharjah de la UNESCO para la Cultura Árabe.

## Biografía
Tahar Ouettar una de las principales figuras literarias de la escena artística argelina. Nació en agosto de 1936, en Sedrata, en el este de Argelia, proviene de una tribu de chaouis, habitantes del Aurés. Se instaló junto a Madaura, donde vivió el mejor período de su carrera. Luego se unió a la escuela de la asociación de ulemas que se abrió en 1950, y se destacó entre los mejores estudiantes. Los estudios lo conducen sucesivamente al instituto Ben Badis de Constantinopla y luego al Zitouna de Túnez a principios de 1954.
Durante la década de 1950, se adhirió al socialismo, leyendo historias épicas. Comenzó a publicar en periódicos alrededor de 1955. En 1989, presidió la asociación cultural «Aljahidhiya» para hacer debates críticos, de acuerdo con su propio lema: «No hay compulsión en la opinión»". Escribió mucho sobre el área de su infancia en sus obras. Entre sus últimas publicaciones:Le Saint Tahar Regagne Son Sanctuaire et Le Printemps Bleu. Según explicó su proyecto se basaba principalmente en «liberar la identidad argelina para convertirla en árabe-bereber-islámica».
Su novela Al Laz de 1974, fue plagiada por Yasmina Khadra. Este último eventualmente retiró su novela Le privilège du phénix (1989) de las librerías, después de las quejas de Tahar Ouettar, antes de volver a publicar en 1989, redactó pasajes incriminados y el personaje Al Laz que había tomado en El privilegio de Phenix.

## Publicaciones
Sus obras han sido traducidas a numerosos idiomas: francés, inglés, alemán, ruso, italiano, búlgaro, griego, portugués, vietnamita, hebreo, ucraniano, etc.

### Artículos
- Dukhan fi Qalbi  Túnez 1961, Argel 1979, 2005.
- At-Taani Argel, 1971, 2005.
- Al Shuhada 'ya`udun hadha al usbu`  Iraq 1974, Argel 1984, 2005.

### Piezas teatrales
- `ala addifati al ukhra. Al Fikr Review Túnez, finales de ladécada de 1950.
- Al Harib Revue Al Fikr Tunis, finales de la década e 1950. Argel 1971, 2005.

### Novelas
- Al Laz Argel, 1974, Beirut 1982, 1983, Argel 1981, 2005
- Al Zilzal Beirut 1974, Argel 1981, 2005.
- Al Hawwat wa Al Qasr Algiers, el diario Al Shaab 1974 y a expensas del autor en 1980 (impresión El Baas, Constantinopla), Egipto 1987 y Argel en 2005.
- Ars baghl Beirut, varias ediciones de 1983, El Cairo 1988, Argel 1981, 2005.
- Al ouchq wa al mawt fi al zaman al Harachi Beirut 1982 1983, Argel 2005.
- Tajriba fi Al ouchq Beirut 1989, Argel 1989, 2005.
- Rommana Alger 1971, 1981, 2005
- Al cham`aa wa Al Dahaliz Alger 1995 2005, El Cairo 1995, Jordania 1996, Alemania Dar El Jamal 2001.
- Al Tahar al Waliyu ya`udu ila al maqamihi zakiy  Argel 1999, 2004, 1999 Marruecos, Alemania Jamal Dar EL 2001.
- Al Waliyu al Tahar yarfa`u yadahu bi-du`aa Alger, el diario Al Khabar 2005, El Cairo, Akhbar Al Adab 2005.

### Traducción
- Realizó una traducción de una colección de poemas de Francis Combes (Apprentis du printemps Alger 1986).

### Adaptaciones
- L’histoire de Noua prise de Dukhan fi Qalbi, fue adaptada a una película producida por la televisión argelina y recibió varios premios.
- Al shuhada:’ ya`udun hadha al usbu, se adaptó a una pieza teatral que recibió el primer premio del Festival de Cartago.
- Al Harib, una obra producida en Marruecos y Túnez.